# Faltonia Proba

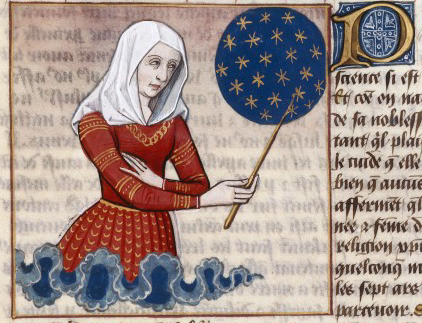
Faltonia Proba på en miniatyrmålning från ett 1400-talsmanuskript av De mulieribus claris av Giovanni Boccaccio.

Faltonia Betitia Proba, född omkring 322, död omkring 370, var en romersk poet.
Faltonia Proba redigerade Cento vergilianus de laudibus Christi, en cento komponerad av verser av Vergilius, vilka omredigerades till att bilda ett episkt poem med den bibliska historien som motiv.  

## Levnad
Faltonia Proba var dotter till Petronius Probianus, som utnämndes till konsul i Rom år 322. Hon var syster till Petronius Probinus, vilken utnämndes till konsul år 341. Också hennes farfar, Pompeius Probus, hade varit konsul (år 310). Hon gifte sig med Clodius Celsinus Adelphus, som var praefectus urbis för Rom år 351, och hade minst två söner, Quintus Clodius Hermogenianus Olybrius och Faltonius Probus Alypius. Hon hade en sondotter, Anicia Faltonia Proba, dotter till Olybrius och Tirrania Anicia Juliana.
Hon konverterade till kristendomen som vuxen. Hon och maken ägde Horti Aciliorum, beläget på Pinciokullen i Rom.

## Verk
Två verk har attribuerats till Faltonia Proba, varav ett är bevarat. Flertalet akademiker identifierar henne med Faltonia Proba snarare än med Anicia Faltonia Proba. Det tidigare verket, Constantini bellum adversus Magnentium, som nu är förlorat, handlade om kriget mellan kejsaren Konstantin II och usurpatorn Magnentius. Faltonia Proba var involverad i kriget genom sin make.
Det senare verket, De laudibus Christi, tillkom efter Faltonia Probas konvertering till kristendomen. Det är ett lapptäcke av verser från Vergilius, med ändringar av namn till bibliska namn. Det presenterar den bibliska historien från världens skapelse till den Helige Andes framträdande genom att utnyttja 694 rader av Vergilius. Poemet blev inte klassificerat som kätterskt av påven Gelasius I, men fick inte heller läsas upp inför publik. 
Under medeltiden användes poemet i utbildningen, och Faltonia Probas berömmelse fick Giovanni Boccaccio att inkludera henne bland världens inflytelserikaste kvinnor i sin De mulieribus claris. Den första tryckta upplagan av De laudibus Christi utkom 1472.